# Virginia Slims of Utah 1984
Virginia Slims of Utah 1984 — жіночий тенісний турнір, що проходив на відкритих кортах з твердим покриттям у Солт-Лейк-Сіті (США). Належав до Світової чемпіонської серії Вірджинії Слімс 1984. Тривав з 10 вересня до 16 вересня 1984 року. Третя сіяна Івонн Вермак здобула титул в одиночному розряді.

## Фінальна частина

### Одиночний розряд
Івонн Вермак —  Террі Голледей 6–1, 6–2
- Для Вермак це був 3-й титул за сезон і 7-й — за кар'єру.

### Парний розряд
Енн Мінтер /  Елізабет Мінтер —  Гетер Кроу /  Робін Вайт 6–2, 7–5
- Для Енн Мінтер це був перший титул за кар'єру. Для Елізабет Мінтер це був перший титул за кар'єру.